# Elektromotor
Denne artikel er om den elektrodynamiske motor. For elektrostatiske motorer som fx koronamotorer, se elektrostatisk motor.
En elektromotor er en kraftmaskine, der kan omsætte elektrisk energi til mekanisk energi – primært rotation.
De fleste elektromotorer, som kører på jævnstrøm, har brug for at veksle strømmen gennem sine viklinger (kommutering) og det uanset om viklingerne sidder på rotor eller stator. En kommutator er den elektriske omskifter, som sørger for dette.

## Historie og udvikling
Konvertering af elektrisk energi til mekanisk energi via elektromagnetiske midler blev demonstreret af den britiske videnskabsmand Michael Faraday i 1821. En frithængende ledning blev dyppet i kviksølv, i hvilken en permanent magnet blev placeret. Når en strøm blev sendt gennem ledningen, roterede ledningen rundt om magneten, hvilket viste at strømmen gav ophav til et cirkulært magnetfelt om ledningen.
Denne elektromotor vises ofte i skolefysik, men saltvand anvendes nogle gange i stedet for det giftige kviksølv. Dette er den simpleste form af en klasse af anordninger kaldet unipolare motorer. En senere raffinering er Barlows hjul. Disse var kun demonstrationsanordninger, da de umiddelbart er uegnet til praktiske anvendelser.
I 1827 begyndte den ungarske fysiker Ányos Jedlik med at eksperimentere med anordninger han kaldte "elektromagnetiske egenrotorer". Selvom anordningerne kun blev benyttet til ikke-praktiske formål, demonstrerede Jedlik i 1828 den første anordning, som indeholdt de tre hovedkomponenter i praktiske jævnstrømsdrevne elektromotorer: statoren, rotoren og kommutatoren. Anordningen anvendte ingen permanente magneter, da magnetfelterne fra både den stationære og de runddrejende komponenter kun blev dannet ved strømme, som løb gennem deres vindinger.

### De første elektriske motorer
Den første jævnstrøms elektromotor af kommutator-typen, som var i stand til at dreje maskineri, blev opfundet af den britiske videnskabsmand William Sturgeon i 1832.

Ved at benytte Sturgeons arbejde, byggede amerikanerne Emily og Thomas Davenport en kommerciel elektromotor i 1837 og patenterede den. Deres motorer kunne køre op til 600 omdrejninger per minut og drev maskinværktøj og en trykpresse.

Grundet den høje pris på zink-elektroder som brunstensbatterier krævede, blev elektromotorene ikke en kommerciel succes og Davenporterne gik fallit. Adskillige opfindere fulgte Sturgeon udvikling af DC-motorer, men alle blev ramt af de samme udgiftsproblemer grundet batteridriften. Ingen elektricitetsdistribution var blevet udviklet dengang. Ligesom Sturgeons motor, var der heller ikke noget praktisk kommercielt marked for disse motorer.
I 1855 byggede Jedlik en anordning efter lignende principper som hans elektromagnetiske egenrotorer, der var i stand til at lave anvendeligt arbejde.
Han byggede et elektrisk drevent modelfartøj samme år.

Den moderne DC-motor blev tilfældigt opfundet i 1873, da Zénobe Gramme forbandt en dynamo han havde opfundet til en anden lignende enhed, og drev den som en elektromotor. Gramme-maskinen blev den første succesfulde elektromotor i industrien.
I 1886 opfandt Frank Julian Sprague den første praktiske DC-motor, en ikke-gnistrende motor, som var i stand til at holde en konstant hastighed, under variable belastninger. Andre elektriske Sprague opfindelser på den samme tid, forbedrede betydeligt elnetdistribution (tidligere arbejde var blevet lavet mens han arbejdede for Thomas Edison), hvilket tillod energi fra elektromotorer til at blive sendt tilbage i elnettet til Trolleybusser via køreledninger og trolley-pælen. Dette og elektromotorer tillod Sprague at opfinde den første elektriske trolley-system i 1887–88 i Richmond VA; den elektriske elevator og styresystemer i 1892. Han opfandt også den elektriske undergrundsbane med uafhængig fødet energi og centralt styrede vogne, hvilket blev installeret i 1892 i Chicago af South Side Elevated Railway, hvor det lokalt fik øgenavnet "L". Spragues motor og relaterede opfindelser ledte til en enorm interesse og anvendelse af elektromotorer i industrien, næsten samtidig med at en anden stor opfinder udviklede dens primære konkurrent og som blev meget mere udbredt.
En prototype på en induktionsmotor blev demonstreret i Europa i 1885 af Galileo Ferraris.

Ferraris udgav sine opdagelser i 1888.
I 1888 patenterede Nikola Tesla den første praktiske AC-motor og med den det det moderne udbredte flerfasede elforsyningstransmissionsnet. Tesla fortsatte sit arbejde på AC-motoren i de følgende år ved Westinghouse company.
Udviklingen af elektriske motorer med acceptabel virkningsgrad blev forsinket i flere årtier grundet den oversete ekstremt vigtige betydning, af så lille en afstand som muligt mellem rotor og stator. Effektive design har til sammenligning et yderst smalt luftgab.

St. Louis motoren, som længe blev fremvist i skoleklasser til at illustrere motorens principper, er ekstrem ineffektiv af samme grund, såvel som ikke at ligne en moderne motor. Foto af en traditionel form af St. Louis motoren – se kilde.

Elektromotor anvendelser har revolutioneret industrien. Industrielle processer var ikke mere begrænset af mekanisk transmissionsoverførsler som f.eks. skafter, bælter, trykluft eller hydraulisk tryk. I stedet kunne enhver maskine udstyres med sin egen elektromotor, hvilket gjorde styring lettere og forbedrede energioverførselseffektiviteten. Elektriske motorer anvendt i landbrug overflødiggjorde menneske og dyre muskelkraft fra sådanne opgaver såsom håndtering af korn eller pumpning af vand. Husholdninger anvender elektromotorer til at mindske anvendelsen af manuelt arbejde i hjemmet og muliggjorde en højere bekvemmelighedsstandard. I dag bruger elektromotorer mere end halvdelen af al lavet elektrisk energi.

## Teori
Det grundlæggende fænomen, som er ophav til, at en elektromotor virker, er eksemplificeret i lillefingerreglen: Placér hånden så (se illustration):
1. fingrene går i strømmens retning (fra håndrod ("+") til fingerspidser("-")).
2. Magnetfeltlinjerne fra nordpol (til sydpol) går ind i håndfladen.

Ledningsstykket-i-magnetfeltet vil så blive udsat for en kraft (Laplaces lov), som vil presse ledningsstykket-i-magnetfeltet i lillefingerens retning.
Hvis ledningen hænger frit nok – eller kraften er stor nok, vil ledningen flytte sig som konsekvens.
Hvis magneten kan bevæge sig frit – og ledningen er fastgjort – eller kraften er stor nok, vil magneten flytte sig som konsekvens – og modsat lillefingeren.
Essensen er, at magnetens magnetfelt og ledningsstykket-i-magnetfeltet yder en gensidig frastødende eller tiltrækkende kraft på hinanden, afhængig af strømmens retning.
Det skal bemærkes at magneten kan være en elektromagnet. I de følgende eksempler kan man anvende en permanent magnet for at gøre det lettere at forstå.

### Simple DC-elektromotor eksempler
For de fleste elektromotorers vedkommende er magneterne enten sat i en ring om viklingerne – eller viklingerne er sat i en ring om en cylinderformet mangepolet magnet.
For eksemplets skyld kan man nøjes med én vikling og to permanente magneter. Se på simplificeret elektromotor illustration med to magnetpoler rettet mod den roterende vikling. De to viklingsstykker for enderne stort set vinkelret på magnetfeltet bidrager ikke til rotation. Faktisk tabes unødig elektrisk energi her, grundet trådens resistans. Motoren skal normalt skubbes i gang, da man kan ramme et vinkelinterval hvor ingen af de fjederbelastede glidekontakter (små sorte firkanter) har kontakt til de elektriske slæberinge (turkise). Glidekontakter og slæberingene udgør tilsammen motorens kommutator (vinkelafhængig omskiftere).
I et andet simpelt praktisk eksempel (se illustrationen: Praktisk simpel elektromotor) kan man nøjes med én vikling og én permanent magnet. Motoren skal normalt skubbes i gang. Dog kan man ikke se i den uendelige video, at én (eller begge) viklingsender faktisk fungerer som en kommutator (her vinkelafhængig kontakt). Halvdelen af lakisoleringen er slebet af én (eller begge) viklingsender, der får elektrisk kontakt med metalholderne og drejningsfaset så beviklingens to sider hhv. frastøder/tiltrækker magnetpolen forneden i rette drejningsintervaller og med rette rotationsretning.
Essensen er, at magnetens magnetfelt og ledningsstykkerne-i-magnetfeltet yder en gensidig frastødende eller tiltrækkende kraft på hinanden, afhængig af strømmens retning gennem den givne vikling.
Dette er den grundlæggende måde/fysiske fænomen de fleste elektromotorer virker på. Dog er ledningsstykket typisk viklet op som en spole. Enten roterer magneten – eller viklingen. Den del der står stille (ikke roterer) kaldes statoren – og den del der roterer kaldes rotoren.

### Optimering
En elektromotors viklinger, som skal accelerere eller trække optimalt, skal have et vekslende magnetfelt, som er foranløbende og bibeholdes midt mellem magnetens poler.
En elektromotors viklinger, som skal decelerere eller bremse optimalt, skal have et vekslende magnetfelt, som er bagvedløbende og bibeholdes midt mellem magnetens poler.
En elektromotors viklinger, som skal rotere ubelastet, skal have et vekslende magnetfelt, som stort set stemmer med magneternes poler eller være fraværende.
Alt ovennævnte kan ikke opfyldes af en kul-kommutering, men det kan en elektronisk kommutering. Det er grunden til at elektronisk kommutering er bedre.
Et eksempel på en elektronisk kommuteret elektromotor er en børsteløs DC-motor.

## Elektromotortyper
DC drevne elektromotorer
- DC-motor med kommutator
- Kerneløs DC-motor
- Børsteløs DC-motor
- Stepmotor

AC drevne elektromotorer
- Asynkron motor
  - 1-faset asynkron motor
  - 3-faset asynkron motor
- Synkron motor
  - 1-faset synkron motor
  - 3-faset synkron motor

DC/AC drevne elektromotorer
- Universalmotor
- Linear motor